# Центр искусств королевы Софии
Национальный музей Центр искусств королевы Софии (исп. Museo Nacional Centro de Arte Reina Sofía, сокр. Рейна-София (исп. Reina Sofía)) — художественный музей с пинакотекой и библиотекой в 40 000 томов, составляющий вместе с Прадо и Музеем Тиссена-Борнемисы «Золотой треугольник искусств» Мадрида. Мадридцы с иронией называют его «Софиду» по аналогии с Центром Помпиду в Париже. Входит в первую двадцатку самых посещаемых художественных музеев мира.

## История
С 1986 года Музей королевы Софии функционировал как выставочный центр современного искусства, специализировавшийся на скульптуре.
Официально Национальный музей Центр искусств королевы Софии был открыт 10 сентября 1992 года королевской четой — Хуаном Карлосом и Софией. Это здание старинного госпиталя сегодня знаменито тем, что в нём собрана великолепная коллекция современной живописи.
В 2001 году, в связи с временной выставкой скульптора Альберто Санчеса, на входе в музей была установлена копия его скульптуры Путь испанского народа, ведущий к звезде, выставленной на Всемирной выставке 1937 года в Париже.

## Здание

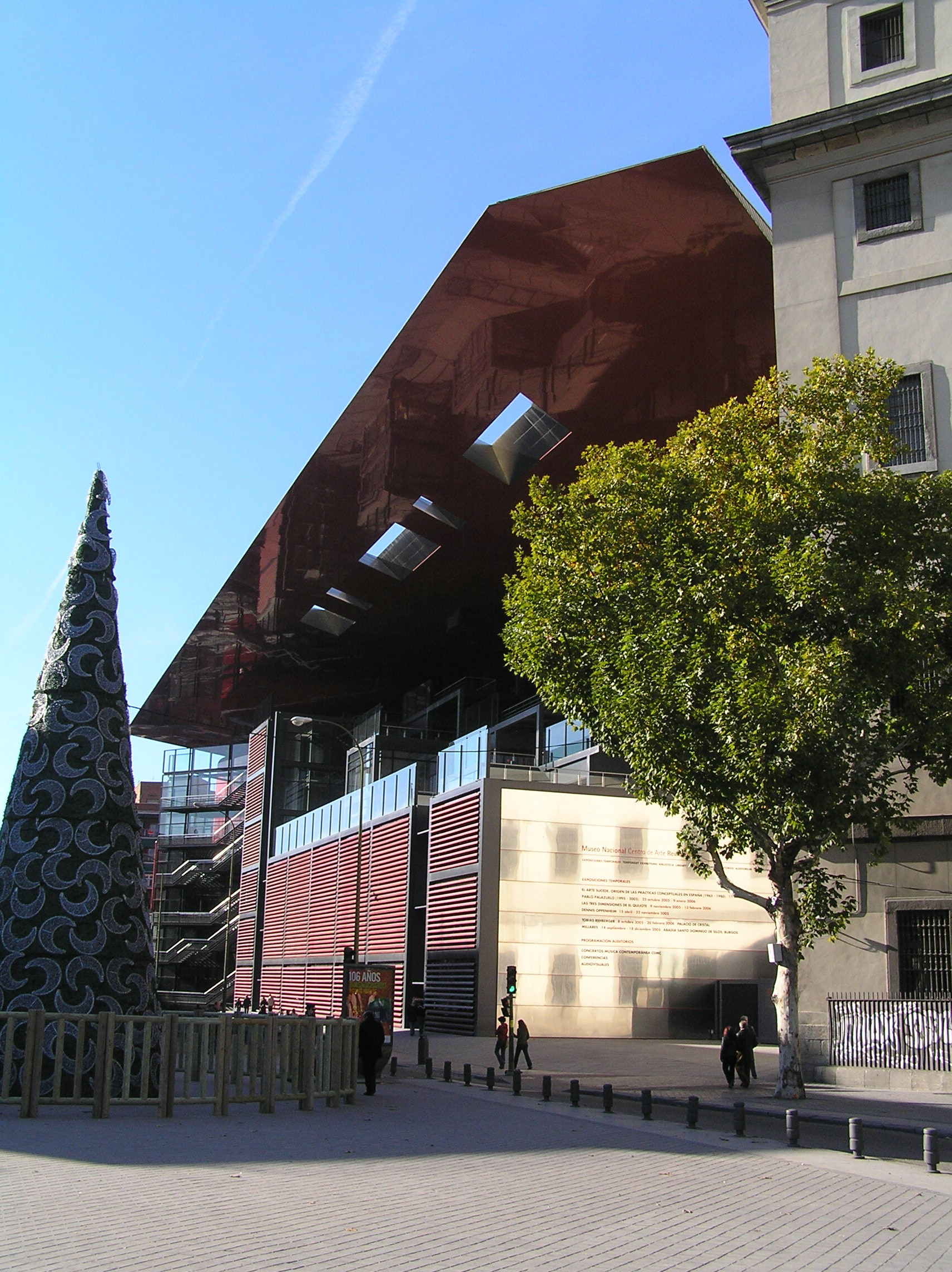
Жан Нувель. Новое здание музея. 2005 г.

Королевским декретом от 27 мая 1988 года, присвоившим Центру искусств королевы Софии статус Национального музея, установлено, что его коллекция должна состоять преимущественно из произведений искусства XX в. Национальный музей должен отдавать предпочтение творчеству испанских и связанных с Испанией художников.
В настоящее время музей выполняет три основные функции: музей с постоянной коллекцией, зал временных выставок и исследовательский отдел.
Выставочные залы музея занимают площадь 12 505 м², что сравнимо лишь с парижским центром Помпиду. В техническом отношении здание оснащено центральным компьютером, следящим за температурой, влажностью, и регулирующим освещённость залов, а в случае необходимости приводящим в действие систему безопасности.
Оригинально решён вопрос установки лифтов: в трёх стеклянных башнях с наружной стороны фасада.
Второй, четвёртый и пятый этажи предназначены для временных выставок, тогда как на третьем размещён Музей современного искусства Испании.
В 2005 году был открыт новый корпус музея, построенный по проекту Жана Нувеля.

## Коллекция

Пабло Пикассо «Герника»

Наряду с другими художниками на двух этажах музея размещены известнейшие творения представителей испанского авангарда Жоана Миро, Хуана Гриса, Пабло Пикассо, Сальвадора Дали, а также известных современных художников, среди которых Антони Тапиес, Эдуардо Чильида и другие.
Музей даёт представление о развитии искусства XX в. до наших дней. В нём представлены работы таких художников, как Хосе Гальегос-и-Арноса, Сулоага, Нонель, Солана, Англада Камараса, Итуррино; авангардистов 20 — 30-х гг. Хулио Гонса́леса, Марии Бланшар, Пабло Гаргальо, Альберто Са́нчеса, Макса Эрнста. Парижская школа представлена работами Бореса, Кассио, Бенхамина Паленсии, Виньеса и Васкеса Диаса. Сюрреалисты — работами Дали, Миро, Тогореса, Танги, Магритта; абстрактные информалисты — произведениями Чирино, Каногара, Торнера, Риберы, Момпо, Сауры, Виолы, Мильяреса, Лусио Муньеса, Собеля, Герреро, Руэды, Пабло Серраны, Барнетта Ньюмена.

## «Герника»
Самым известным экспонатом Центра искусств королевы Софии является картина «Герника» Пабло Пикассо. Здесь также демонстрируются эскизы и этюды, позволяющие проследить историю создания шедевра.
Картина была написана в 1937 году для испанского павильона на Всемирной выставке в Париже. После выставки полотно выставлялось в ряде стран (в основном в США). Сам Пикассо заявлял, что хотел бы видеть её в музее Прадо, но лишь после восстановления в Испании республики. Картина была помещена в Прадо в 1981 году, а в 1992 году перевезена с другими произведениями искусства XX века в Центр королевы Софии.

## Галерея

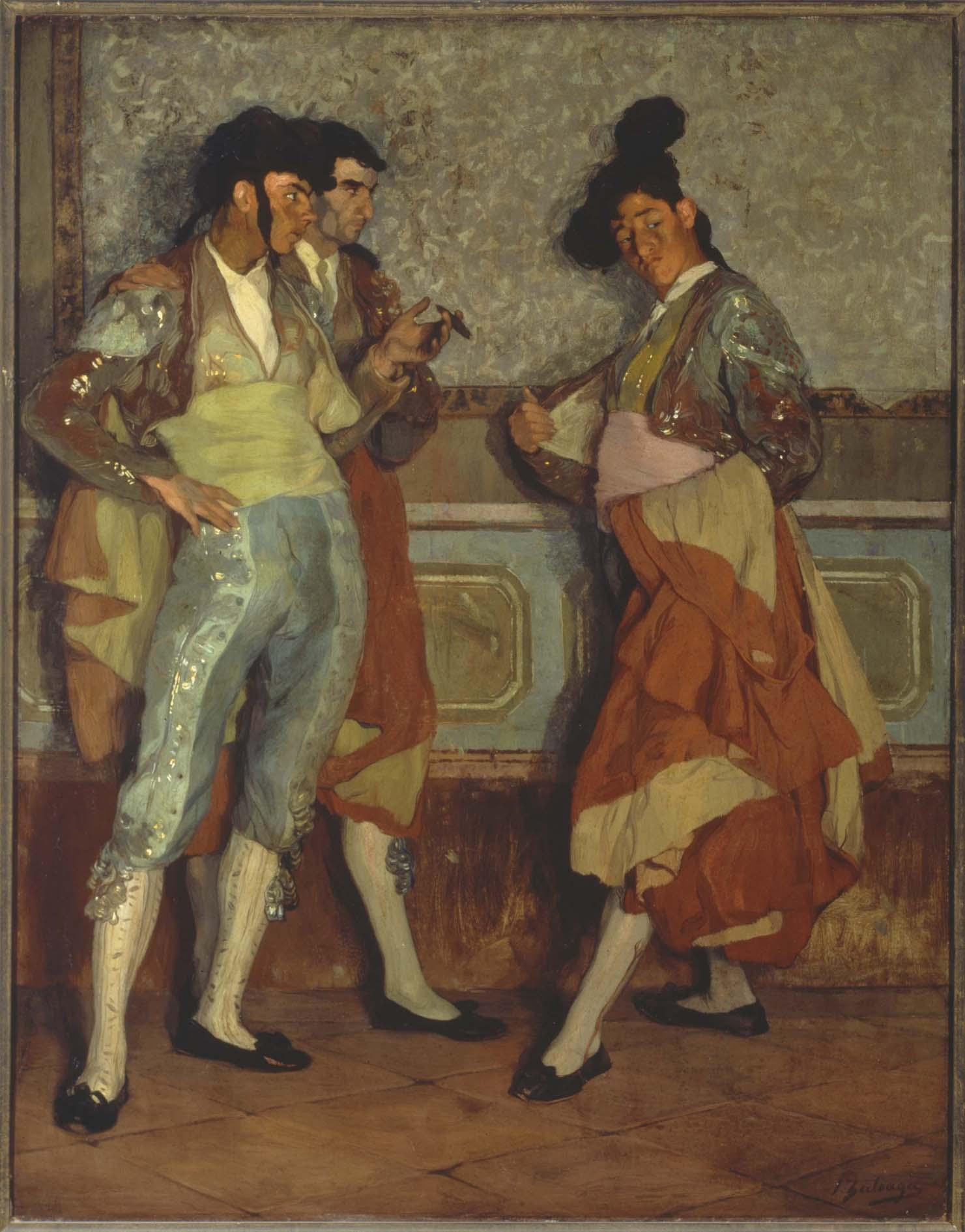
Игнасио Золуаг. Торреодоры. 1906 г.
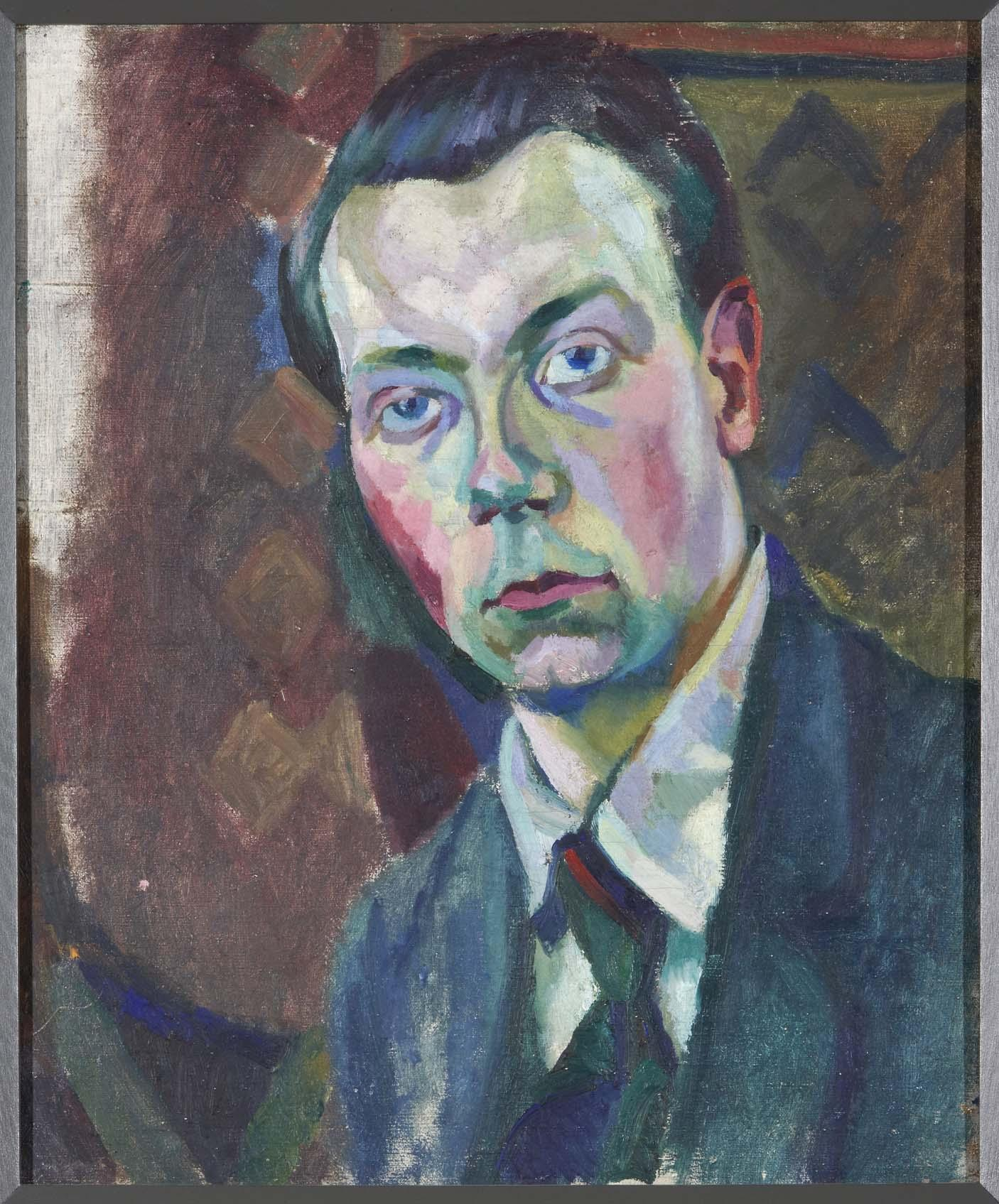
Робер Делоне. Автопортрет. 1908 г.
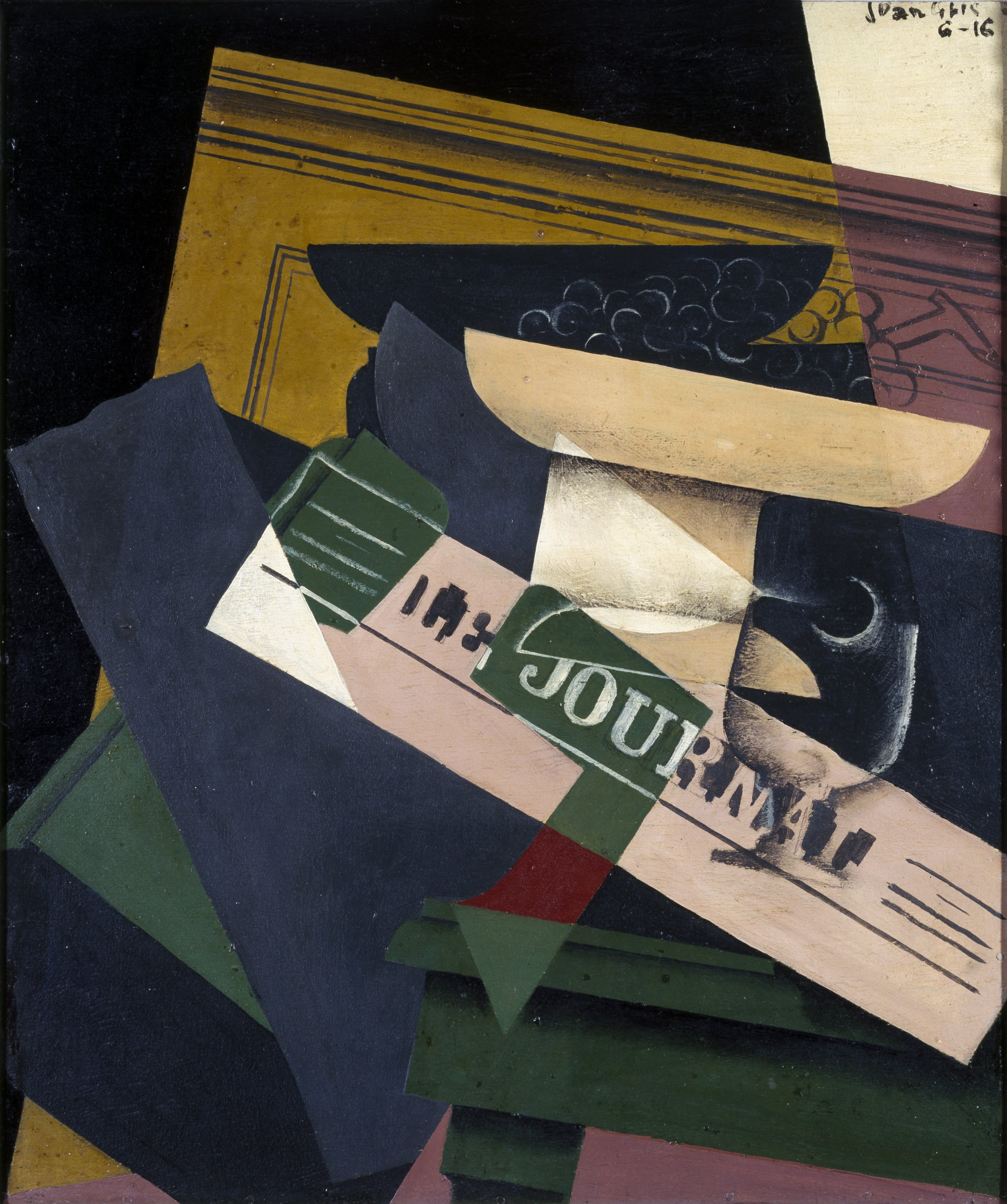
Хуан Грис. Виноград. 1916 г.
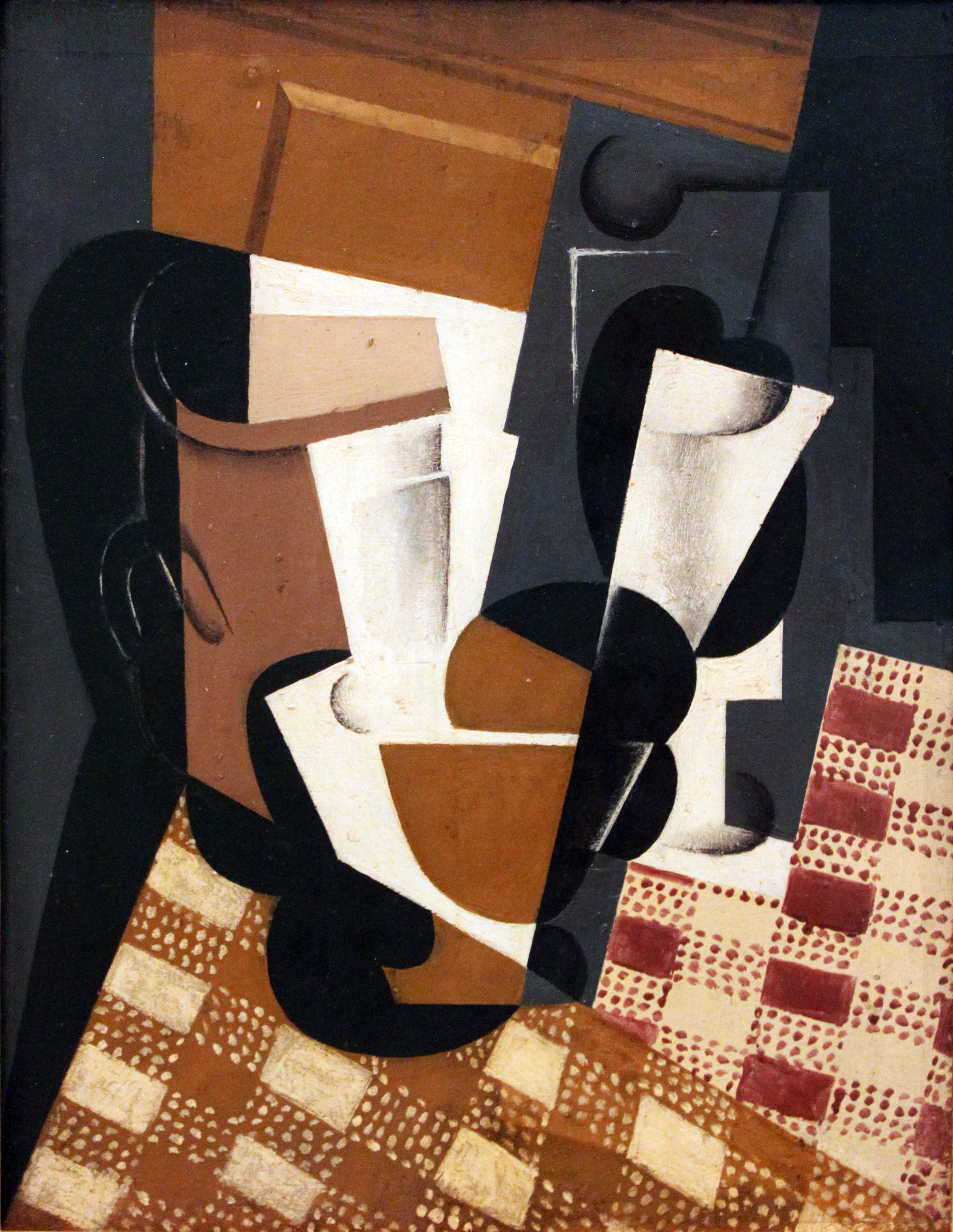
Хуан Грис. Ваза и стакан. 1916 г.
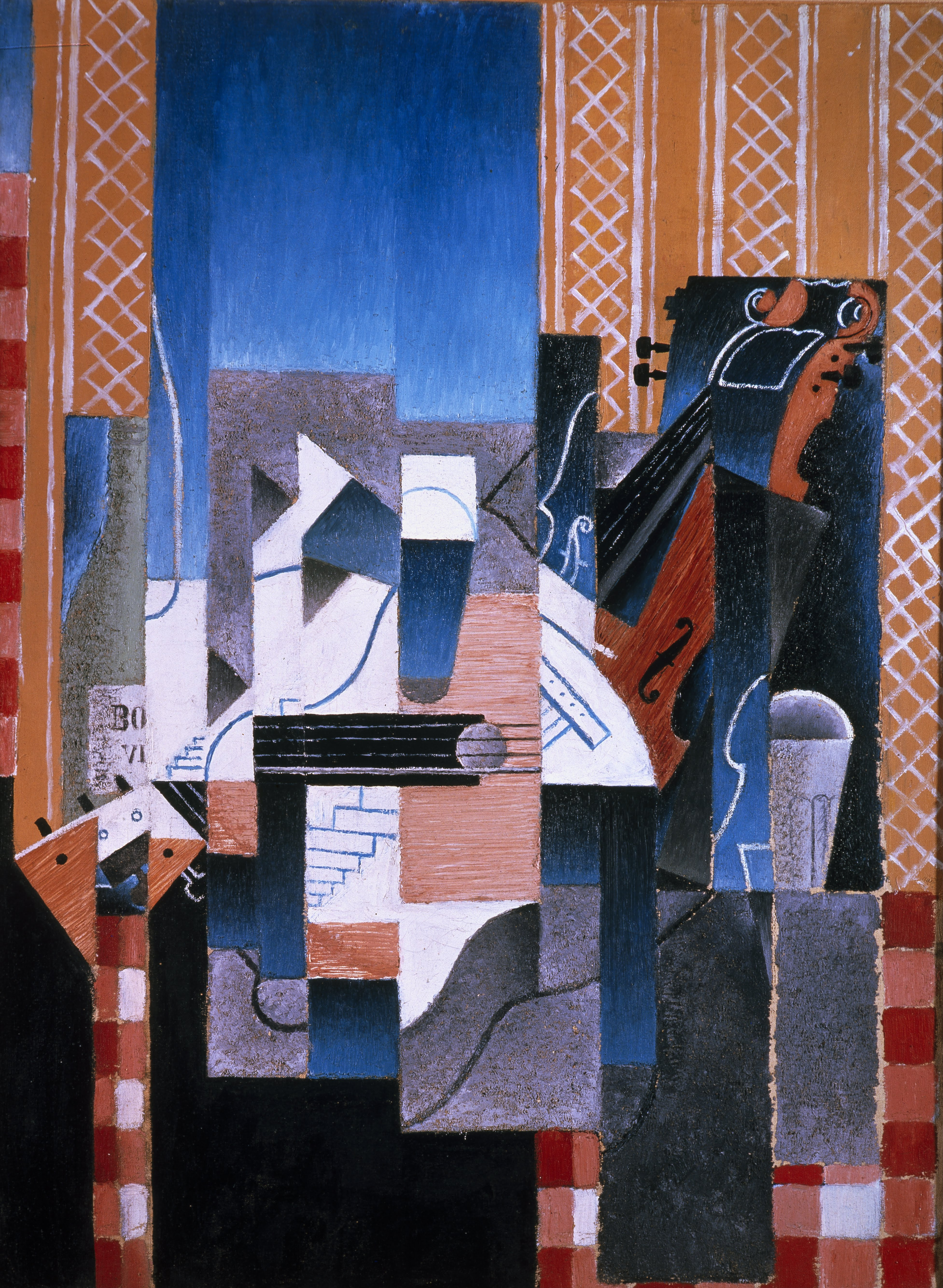
Хуан Грис. Скрипка и гитара. 1913 г.
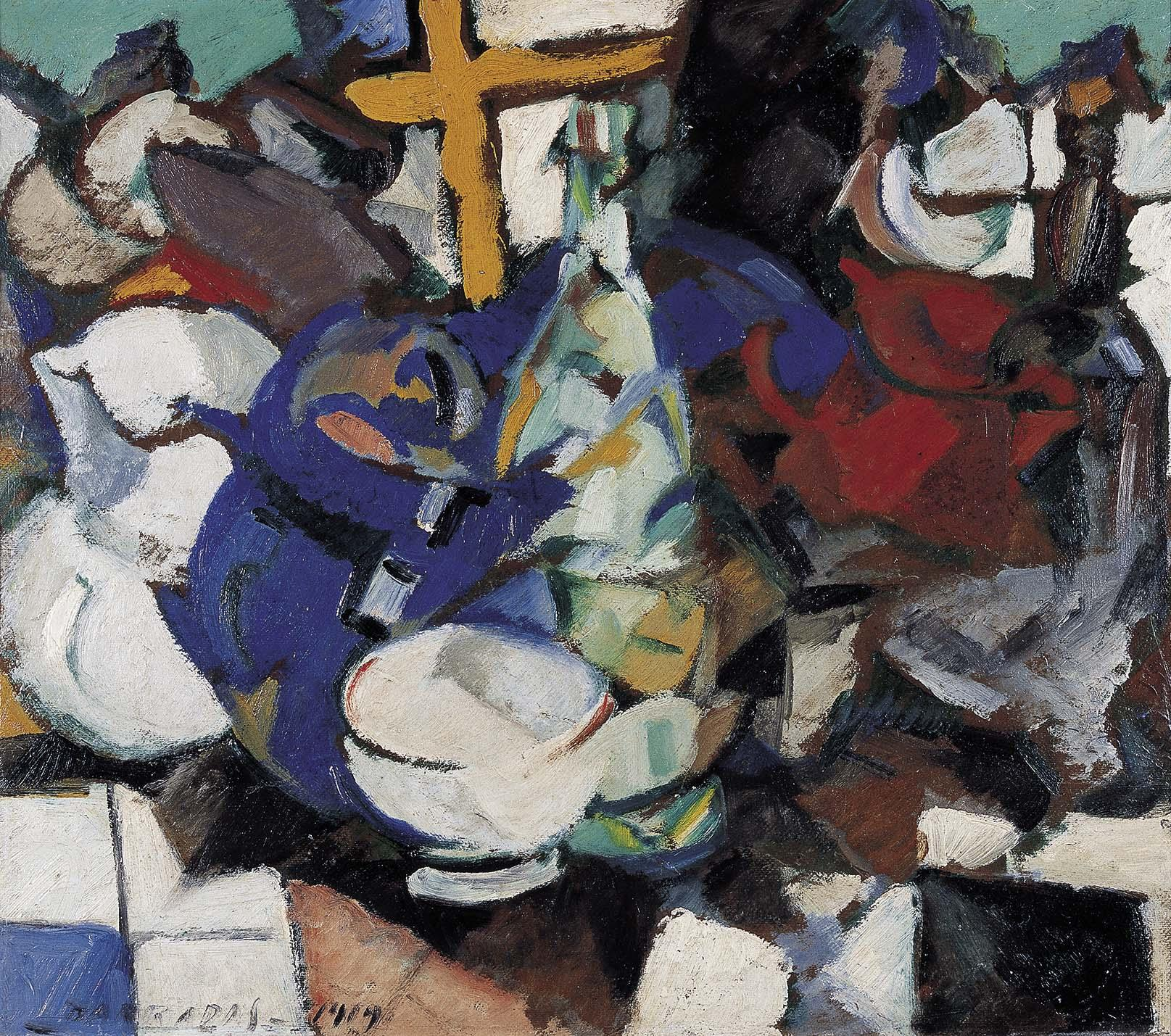
Рафаэль Баррадас, 1919 г.
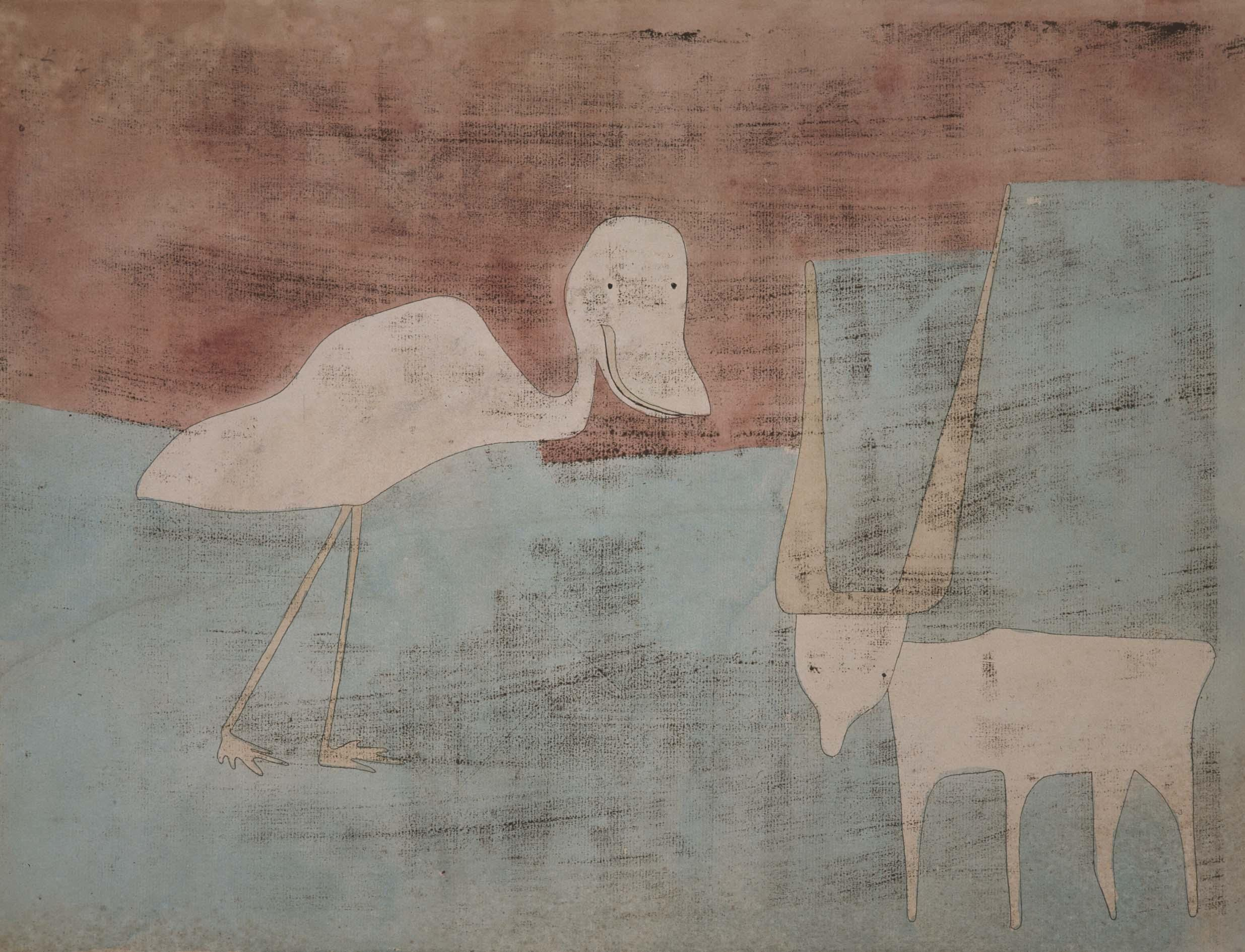
Пауль Клее. Дружба зверей. 1930 г.
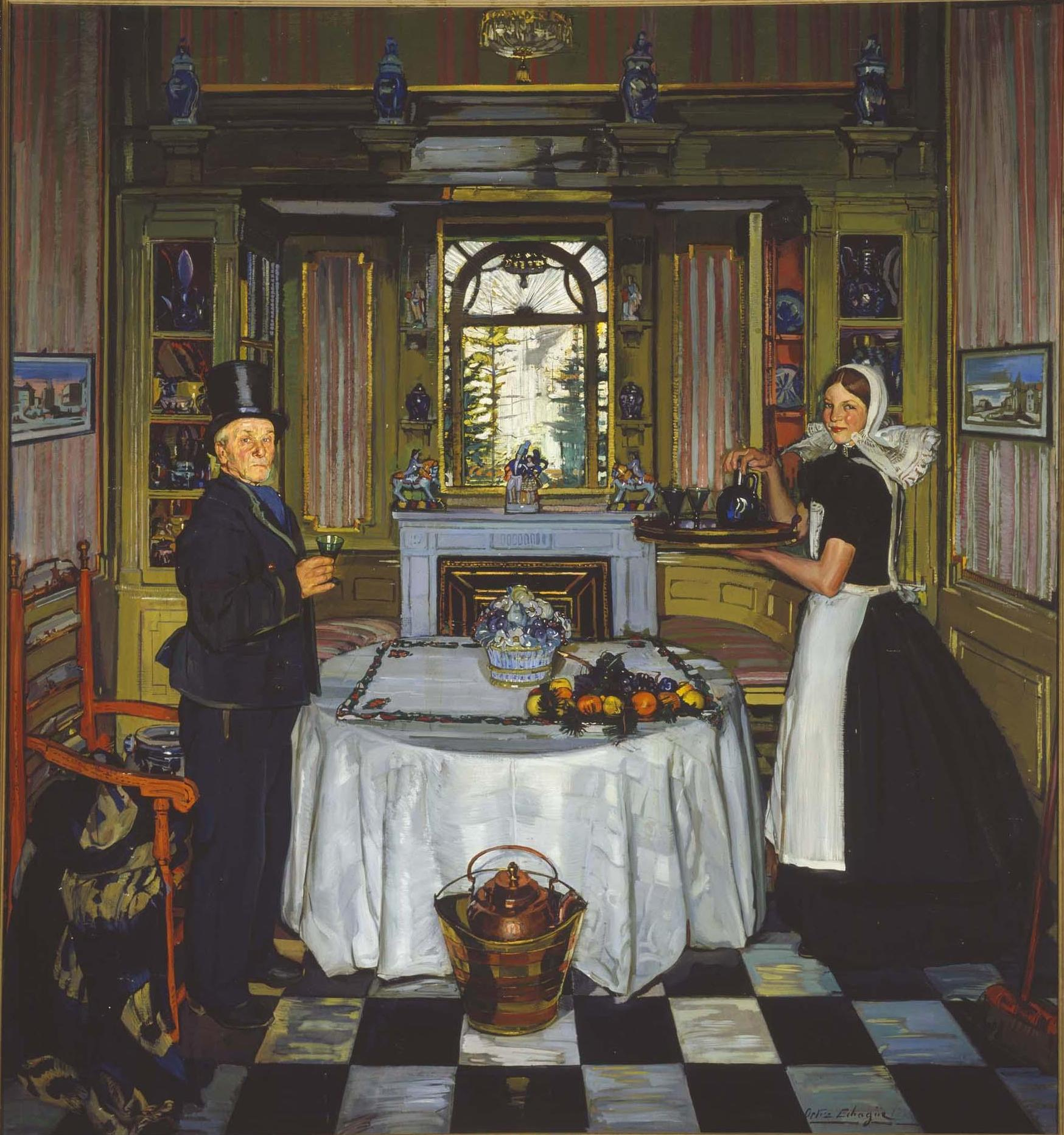
Антонио Ортис Эчагуэ. Якоп Ван Амстел. 1922 г.
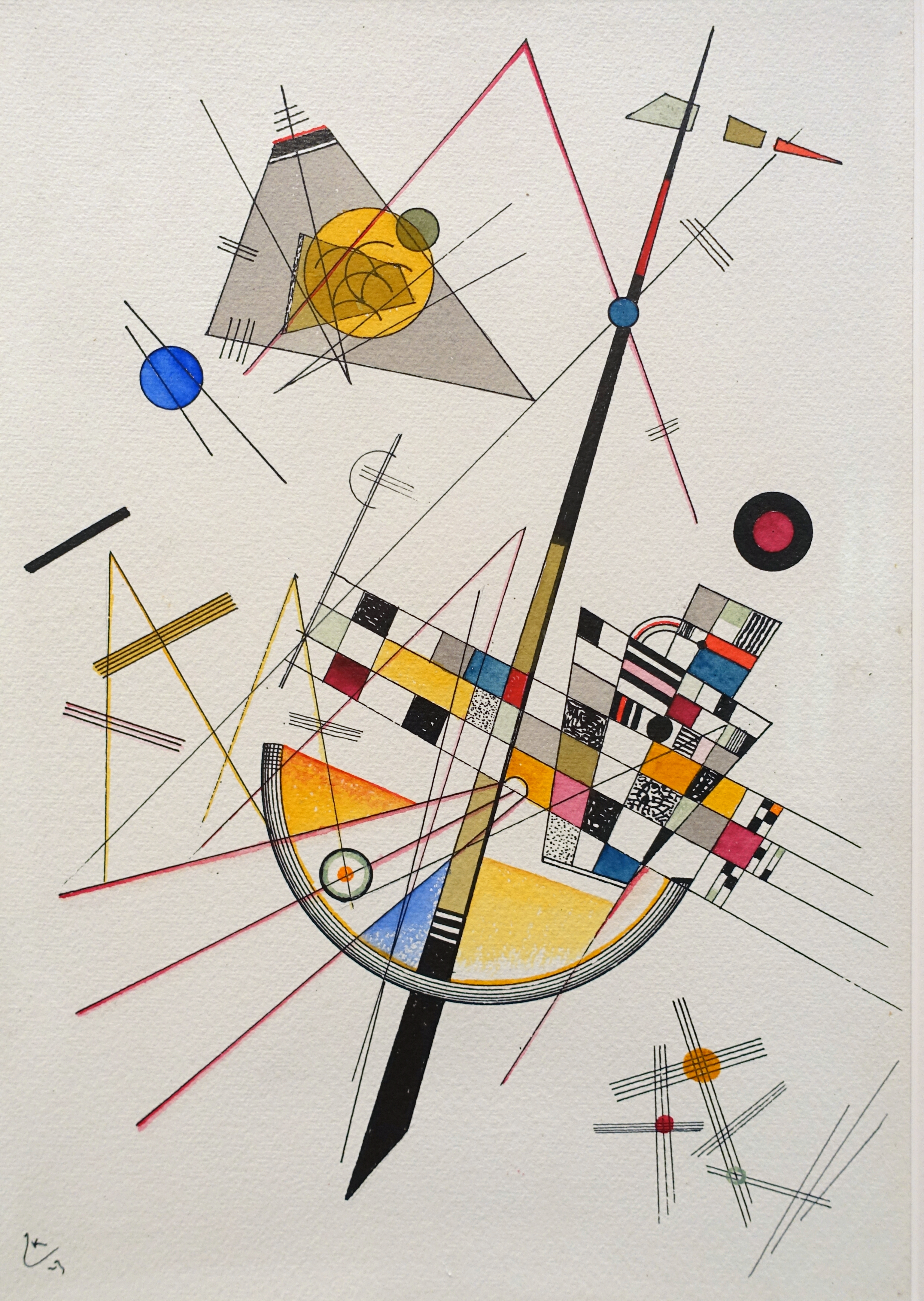
Василий Кандинский. Нежное напряжение. 1923 г.
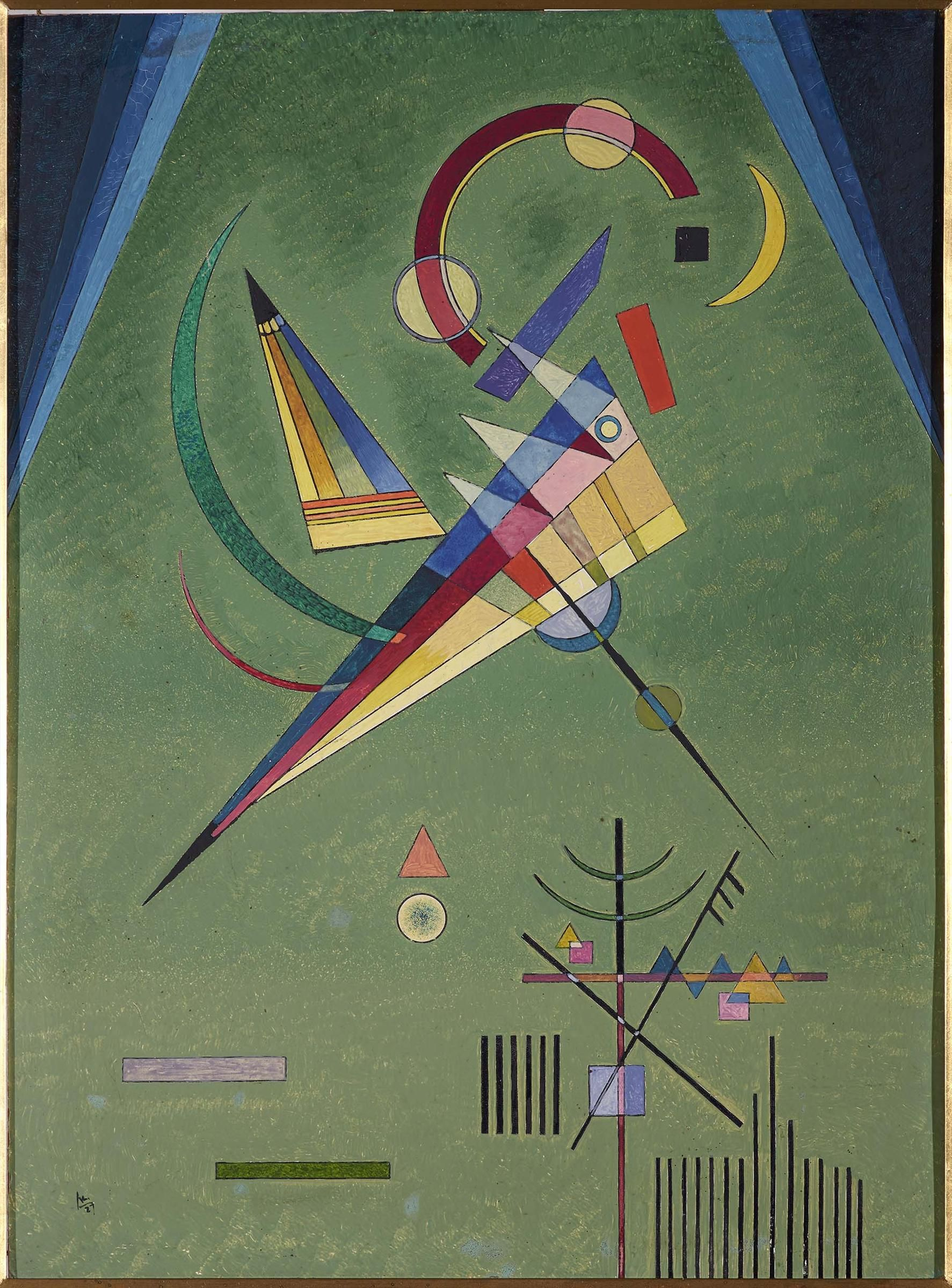
Василий Кандинский. Свобода. 1927 г.
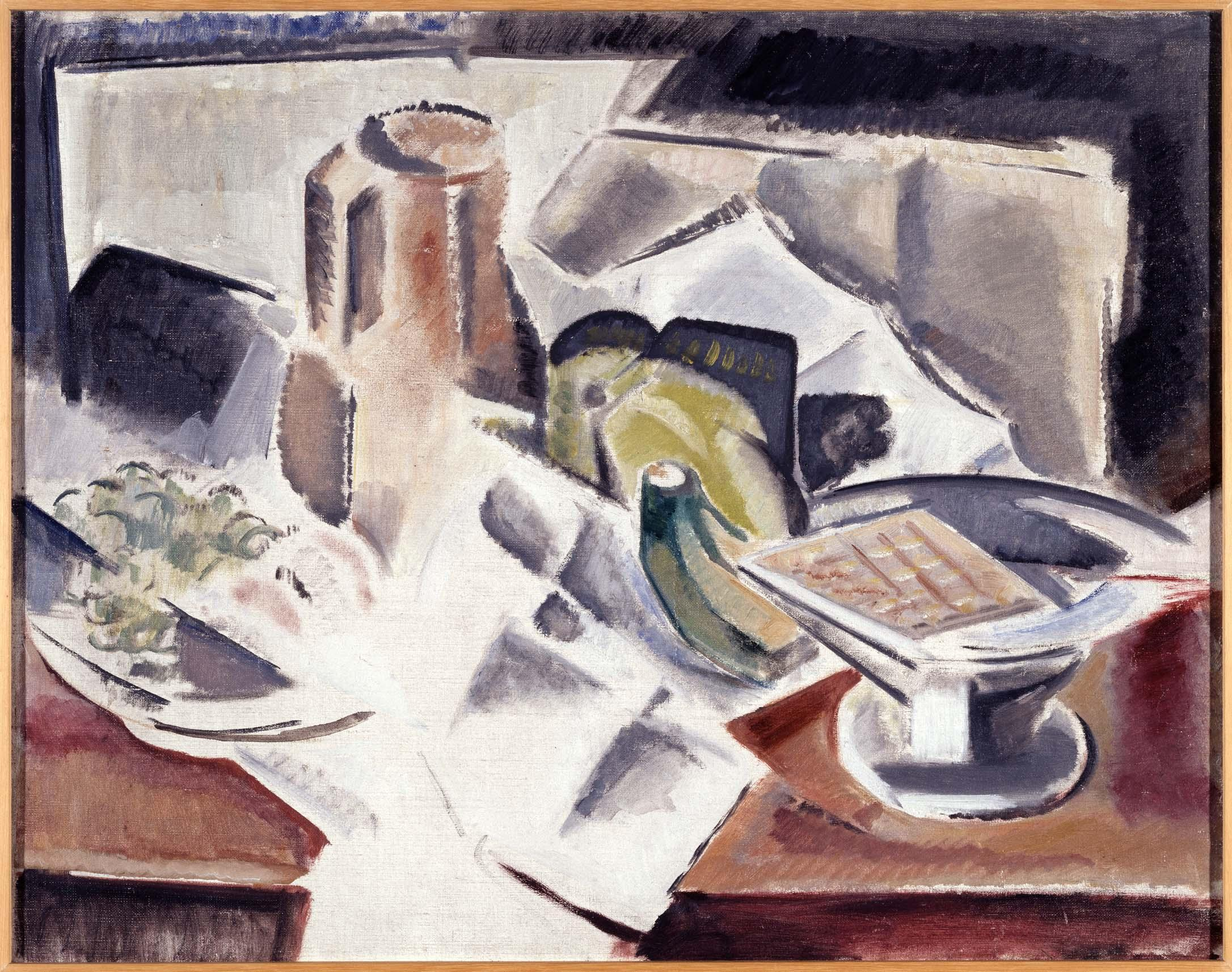
Мария Бланшар. Натюрморт. 1922 г.
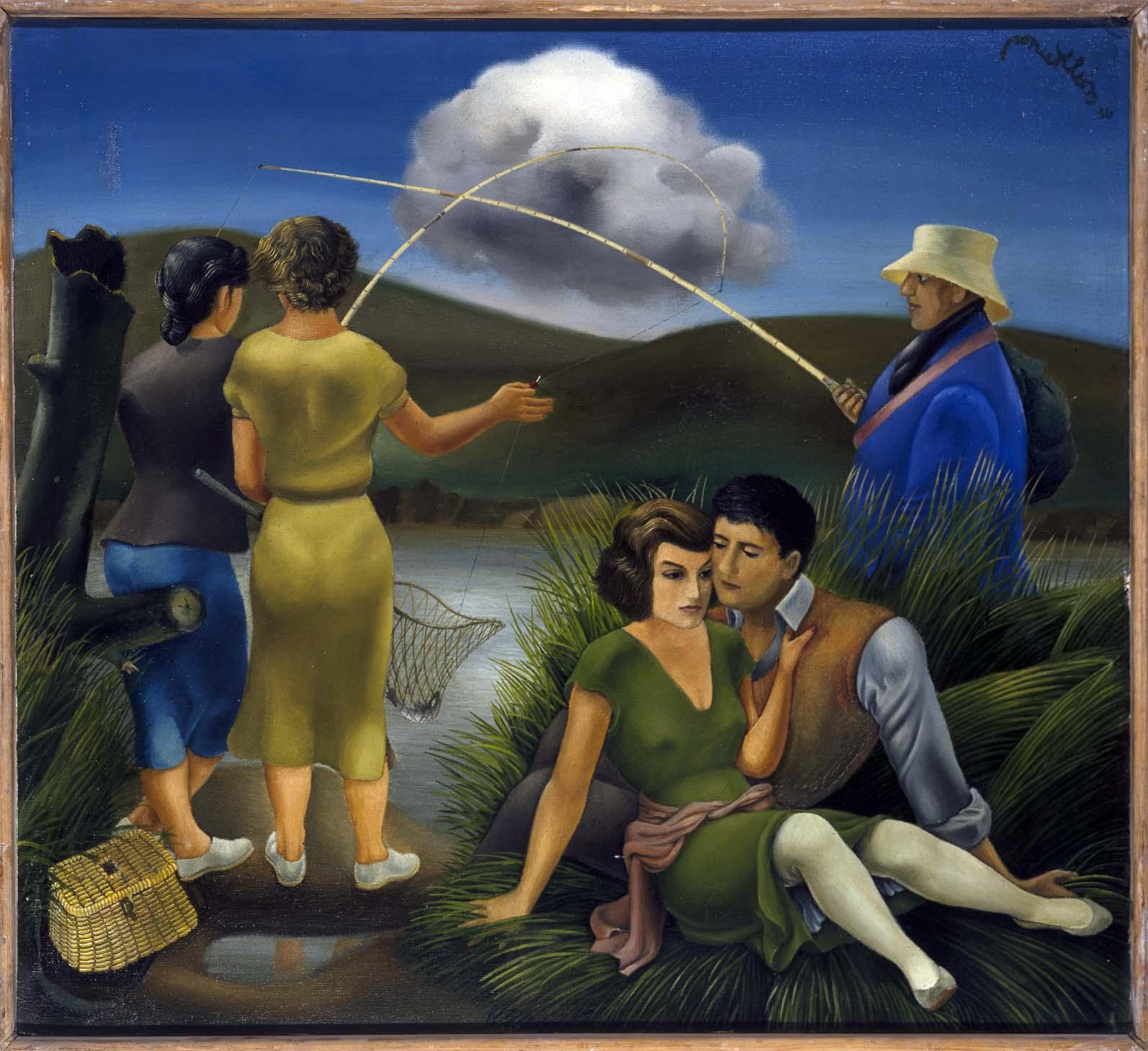
Альфонсо Понсе де Леон. Молодые и рыбак. 1936 г.